# Coppa di Francia 2005-2006
La Coppa di Francia 2005-2006 è stata l'ottantanovesima edizione della Coppa di Francia. Le finaliste della competizione sono state Paris Saint-Germain e Olympique de Marseille, con la vittoria della settima coppa per i parigini.

## Trentaduesimi di finale
| Squadra 1                    | Risultato       | Squadra 2                     |
| ---------------------------- | --------------- | ----------------------------- |
| Vannes                       | 1 - 2           | Lorient                       |
| Strasburgo                   | 4 - 0           | Nancy                         |
| Saint-Étienne                | 0 - 1 (dts)     | Lilla                         |
| Le Mans                      | 0 - 1           | Lens                          |
| Brest                        | 3 - 0           | Nizza                         |
| Nantes                       | 2 - 1           | Valenciennes                  |
| Lyon-La Duchère              | 2 - 1           | Tolosa                        |
| Calais RUFC                  | 3 - 2 (dts)     | Troyes                        |
| Wasquehal                    | 1 - 3           | Bordeaux                      |
| USC Corte                    | 2 - 3           | Rennes                        |
| FC Saint-Lô Manche           | 0 - 2           | Ajaccio                       |
| CMS Oissel                   | 1 - 2 (dts)     | Sochaux                       |
| US Vermelles                 | 0 - 4           | Paris Saint-Germain           |
| Jeanne d'Arc de Drancy       | 0 - 4           | Metz                          |
| Moulins                      | 3 - 3 (5-3 dcr) | Istres                        |
| Bastia                       | 3 - 3 (3-1 dcr) | CS Louhans-Cuiseaux           |
| Châteauroux                  | 2 - 0           | Yzeure                        |
| Digione                      | 2 - 1           | Forbach                       |
| Amiens                       | 2 - 0           | Stade Plabennecois            |
| Montpellier                  | 2 - 1           | Hyères Football Club          |
| JS Longuenesse               | 0 - 4           | Caen                          |
| Cannes                       | 1 - 1 (3-4 dcr) | Agde                          |
| Saint-Pryve Saint-Hilaire FC | 0 - 6           | Entente Sannois Saint-Gratien |
| Sainte-Geneviève Sports      | 5 - 0           | Mulhouse                      |
| ÉSA Brive                    | 0 - 0 (4-5 dcr) | FUSC Bois-Guillaume           |
| Vendee Fontenay              | 0 - 1           | Vitré                         |
| US Roye                      | 1 - 0           | US Alençonnaise 61            |
| FC Saint-Louis Neuweg        | 1 - 2           | Colmar                        |
| Grenoble                     | 0 - 4           | Olympique Lione               |
| Olympique Marsiglia          | 4 - 0           | Le Havre                      |
| Olympique Noisy-le-Sec       | 0 - 1           | Auxerre                       |
| FC Rhône Vallées             | 0 - 6           | Monaco                        |

## Sedicesimi di finale
| Squadra 1               | Risultato       | Squadra 2                     |
| ----------------------- | --------------- | ----------------------------- |
| Brest                   | 2 - 0           | Amiens                        |
| Digione                 | 1 - 0           | Moulins                       |
| Bastia                  | 2 - 0 (dts)     | Agde                          |
| Rennes                  | 1 - 0           | Lens                          |
| Bordeaux                | 2 - 1           | Entente Sannois Saint-Gratien |
| Lyon-La Duchère         | 0 - 0 (5-4 dcr) | Strasburgo                    |
| FUSC Bois-Guillaume     | 0 - 2           | Nantes                        |
| Paris Saint-Germain     | 1 - 0           | Auxerre                       |
| Ajaccio                 | 1 - 2 (dts)     | Olympique Lione               |
| Olympique Marsiglia     | 2 - 0           | Metz                          |
| Lorient                 | 0 - 1           | Lilla                         |
| Colmar                  | 1 - 0 (dts)     | Monaco                        |
| Sainte-Geneviève Sports | 0 - 1           | Calais RUFC                   |
| Vitré                   | 3 - 1           | JS Longuenesse                |
| Châteauroux             | 1 - 2 (dts)     | Sochaux                       |
| Montpellier             | 6 - 1           | US Roye                       |

## Ottavi di finale
| Squadra 1           | Risultato   | Squadra 2           |
| ------------------- | ----------- | ------------------- |
| Olympique Marsiglia | 2 - 0       | Sochaux             |
| Calais RUFC         | 1 - 0 (dts) | Brest               |
| Vitré               | 0 - 2       | Lilla               |
| Montpellier         | 1 - 0       | Bordeaux            |
| Lyon-La Duchère     | 0 - 3       | Paris Saint-Germain |
| Colmar              | 1 - 4       | Rennes              |
| Nantes              | 3 - 0       | Digione             |
| Olympique Lione     | 1 - 0       | Bastia              |

## Quarti di finale
| Squadra 1           | Risultato   | Squadra 2           |
| ------------------- | ----------- | ------------------- |
| Paris Saint-Germain | 2 - 1       | Lilla               |
| Olympique Lione     | 1 - 2       | Olympique Marsiglia |
| Rennes              | 5 - 3 (dts) | Montpellier         |
| Calais RUFC         | 0 - 1       | Nantes              |

## Semifinali
| Squadra 1           | Risultato | Squadra 2           |
| ------------------- | --------- | ------------------- |
| Nantes              | 1 - 2     | Paris Saint-Germain |
| Olympique Marsiglia | 3 - 0     | Rennes              |

## Finale
| Squadra 1           | Risultato | Squadra 2           |
| ------------------- | --------- | ------------------- |
| Paris Saint-Germain | 2 - 1     | Olympique Marsiglia |

| Arbitro: | Laurent Duhamel |

| |            | |
| Kalou 6’ Dhorasoo 49’ | Marcatori  | 67’ Maoulida |
| · Letizi · Mendy · Armand · Cissé · Rozehnal · Yepes · Dhorasoo · 87’ Rothen · M'Bami · Kalou · Pauleta · A disposizione: · 87’ Paulo César | Formazioni | · Barthez · Beye 80’ · Déhu · Taiwo · Civelli · Lamouchi · Cana · Ribéry · Maoulida · Pagis 38’ · Niang · A disposizione: · Nasri 80’ · Oruma 38’ |
| Guy Lacombe | Allenatori | Jean Fernandez |